# Calycomyza humeralis
Calycomyza humeralis este o specie de muște din genul Calycomyza, familia Agromyzidae. A fost descrisă pentru prima dată de Roser în anul 1840. Conform Catalogue of Life specia Calycomyza humeralis nu are subspecii cunoscute.